# José Bernardo de Tagle
José Bernardo de Tagle y Portocarrero (Lima, 21 de marzo de 1779-Callao, 26 de septiembre de 1825), nobiliariamente IV marqués de Torre Tagle, más conocido como Torre Tagle, fue un militar y político peruano, que ejerció el gobierno de la República del Perú en cuatro períodos, entre 1822 y 1824. Fue el segundo presidente del Perú.
Desde muy joven se involucró en los círculos que conspiraban a favor de la Independencia, pese a pertenecer a la nobleza criolla. Fue alcalde de Lima de 1811 a 1812. Viajó a España, y al volver, fue nombrado por el virrey Joaquín de la Pezuela como Intendente de Trujillo, donde se sumó abiertamente a la causa patriota, proclamando la Independencia de Trujillo el 29 de diciembre de 1820 en la ciudad norteña. Establecido el gobierno del Protectorado encabezado por el Libertador José de San Martín, se le encomendaron diversas funciones militares y administrativas. En lo que respecta al mando supremo, primero fue Supremo Delegado reemplazando interinamente a San Martín cuando este fue a entrevistarse con Bolívar en Guayaquil, en  1822; luego fue Encargado del Poder Supremo, durante un día, tras el derrocamiento de la Suprema Junta Gubernativa en febrero de 1823; después fue Encargado del Mando Supremo en vísperas de la llegada del Libertador Bolívar, de julio a agosto de 1823; y enseguida fue nombrado por el Congreso como Presidente del Perú, siendo el segundo ciudadano en asumir dicho título (el primero fue José de la Riva-Agüero), mientras que Bolívar ejercía el poder militar. Acusado de conspirar a favor de los españoles, fue despojado del mando en febrero de 1824 y se refugió en la Fortaleza del Real Felipe, último baluarte realista sitiado por los patriotas, donde pereció víctima del escorbuto.

## Primeros años

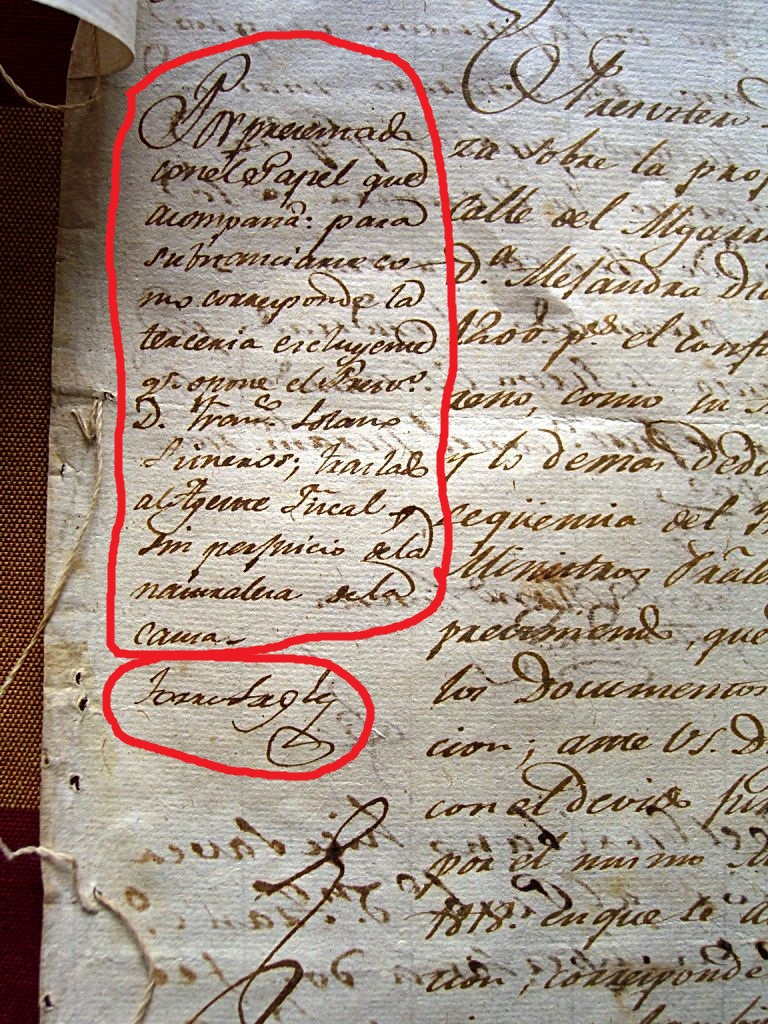
Firma de José Bernardo de Torre Tagle y Portocarrero.

Nació en Lima el 21 de marzo de 1779, en el seno de una familia criolla aristocrática. Sus padres fueron: José Manuel de Tagle e Isásaga, tercer marqués de Torre Tagle, caballero de la orden de Carlos III, y Josefa de las Mercedes Portocarrero y Zamudio. Su padre fue nieto de José Bernardo de Tagle Bracho y Pérez de la Riva, vizconde de Bracho, quien obtuvo el marquesado de Torre Tagle en 1730, y su madre bisnieta de Melchor Portocarrero Lasso de la Vega, virrey del Perú, y descendiente de los judeoconversos De la Caballería.
Sus primeros estudios estuvieron a cargo de profesores privados. Incorporado al Regimiento de Dragones, desempeñándose en sus filas como portaguión (1790). Llevó sus estudios principales en el Real Convictorio de San Carlos, luego parte de la Universidad de San Marcos.
En 1801 falleció su padre, convirtiéndose en el cuarto marqués de Torre Tagle, y heredando a la vez el cargo de comisario de Guerra y Marina del Callao, pero de su título nobiliario se le expidió sólo carta provisional (3 de diciembre de 1810), pues los pendientes pagos de lanzas y medias anatas requerían que solicitase su confirmación al Consejo de Indias. Con la herencia paterna se halló poseedor de una gran fortuna y se instaló en su soberbia mansión de la calle de San Pedro, con gran lujo y esplendor.
Ascendido a sargento mayor, pasó al Regimiento de Voluntarios Distinguidos de la Concordia Española del Perú, a cuyo lucimiento y disciplina proveyó con su propio dinero, y por ello fue sucesivamente promovido a teniente coronel y coronel (3 de diciembre de 1812). Simultáneamente fungió de alcalde ordinario de Lima (1811-1812).

## Estancia en España (1812-1817)
Ya por entonces estaba estrechamente vinculado a conspicuos liberales como José Baquíjano y Carrillo, José de la Riva Agüero y Sánchez Boquete y el conde de la Vega del Ren, por lo que el virrey José Fernando de Abascal consideró conveniente alejarlo del país; y para ello propició su elección como diputado a Cortes por la provincia de Lima (29 de marzo de 1813). Emprendió entonces viaje hacia la península ibérica, pasando por Panamá, La Habana para finalmente arribar a Cádiz. En la célebre Asamblea o Cortes de Cádiz reconoció la necesidad de trabajar por la independencia de América. Fue investido con el hábito de caballero de la Orden de Santiago (1815), ascendido a Brigadier de Infantería (2 de mayo de 1815) y favorecido por el rey de Francia Luis XVIII con la Flor de Lis (7 de abril de 1816).

## Libertador de la Intendencia de Trujillo (1820-1821)
Nombrado intendente de La Paz (actual Bolivia), viajó de retorno a América, pero al llegar a Lima (21 de julio de 1819), el virrey Joaquín de la Pezuela no quiso darle posesión de ese cargo por hallarse ya en él su amigo Juan Sánchez Lima; a cambio lo adscribió a su gabinete en calidad de edecán, y luego le confió provisionalmente la Intendencia de Trujillo, al norte del Perú. Aparentemente conforme, Torre Tagle asumió sus funciones el 25 de agosto de 1820, pero contactó secretamente con el general José de San Martín y la Expedición Libertadora, y proclamó sorpresivamente la independencia en la ciudad de Trujillo (29 de diciembre de 1820). La importancia de este suceso fue trascendental para el proceso emancipador peruano ya que sin mayor violencia se ganó definitivamente a la causa independentista a una extensa región del norte del Virreinato peruano.
La actitud de Torre Tagle no fue singular ya que tanto en la etapa crucial de la independencia como en los primeros años de la República, los aristócratas trujillanos desempeñaron roles de liderazgo.
En Trujillo, Torre Tagle continuó apoyando activamente a la causa patriota: trabajó en la formación de cuerpos militares y el acopio de suministros, contribuyó a sofocar las reacciones intentadas por los realistas en algunos pueblos de su jurisdicción. En agosto de 1821 volvió a Lima y fue designado Inspector general de los guardias cívicos y luego Comandante de la Legión Peruana de la Guardia. Designado Consejero de Estado (8 de octubre de 1821), fue incorporado a la Orden del Sol con el título de Fundador (12 de diciembre de 1821). Fue ascendido a Mariscal de campo (22 de diciembre de 1821), y se le autorizó a trocar su título nobiliario por el de marqués de Trujillo  (15 de enero de 1822), en honor a su aporte a la causa de la independencia con su pronunciamiento en aquella ciudad.

## Supremo Delegado (1822)
Cuando el Protector San Martín viajó a entrevistarse con el Libertador Simón Bolívar en Guayaquil, Tagle quedó encargado del poder Ejecutivo en calidad de Supremo Delegado (del 19 de enero al 21 de agosto de 1822). Desempeñó sus funciones con la ecuanimidad que el caso requería, pero no pudo evitar que el republicanismo exaltado se desbordase hasta obtener la expulsión del odiado ministro argentino Bernardo Monteagudo. Tal vez Tagle sintió un gran alivio cuando San Martín retornó a Lima y reasumió la pesada labor de gobierno, y él por su parte pudo volver a su labor más calmada como inspector de los guardias cívicos. El Libertador rioplatense no tuvo reparos en calificarlo, tiempo después, de “débil e inepto”.

### Obra gubernamental

Primera reforma de la bandera nacional del Perú por Torre Tagle.

Como Supremo Delegado, Tagle dio disposiciones para renovar el diseño de la bandera nacional peruana, pues la esbozada por José de San Martín era de muy difícil elaboración. Por decreto dado en Lima el 15 de marzo de 1822, ordenó lo siguiente:

La bandera nacional del Perú se compondrá de una faja blanca transversal (horizontal) entre dos encarnadas de la misma anchura, con un Sol también encarnado sobre la faja blanca; la insignia de preferencia será toda encarnada con un Sol blanco en el centro; y el estandarte será igual en todo a la bandera con la diferencia de las armas provisionales del Estado que llevará bordadas sobre el centro de la faja blanca.

Segunda reforma de la bandera nacional del Perú por Torre Tagle.

Sin embargo, el nuevo modelo de la bandera peruana trajo serios inconvenientes por su parecido relativo con la bandera de España (roja y gualda, de franjas horizontales). Se dijo que un regimiento patriota fue batido al acercarse a un escuadrón realista creyendo que se trataba de fuerzas amigas. Debido a ello, por decreto de 31 de mayo del mismo año de 1822 Torre Tagle volvió a renovar los diseños de la bandera y el estandarte:

"La bandera de los buques de guerra, plazas marítimas y sus castillos, será de tres listas verticales o perpendiculares, la del centro blanca, y las de los extremos encarnadas con un sol también encarnado sobre la lista blanca… El estandarte será igual en todo a la bandera, con la diferencia que en lugar del sol, llevará las armas provisionales del estado bordada sobre el centro de la lista blanca".

Este diseño de la bandera nacional peruana (llamada también la enseña bicolor o la “blanquirroja”) es el que ha persistido hasta nuestros días, exceptuando el sol encarnado que fue eliminado.

## Encargado del Poder Supremo (febrero de 1823)
Poco después San Martín se retiró del Perú y asumió los poderes del Estado el Congreso, que otorgó el poder ejecutivo a una Suprema Junta Gubernativa presidida por José de La Mar (21 de septiembre de 1822). Cuando cesó esta Junta (27 de febrero de 1823), Torre Tagle fue llamado a ocupar el poder supremo por ser el oficial de más alta graduación, aunque solo estuvo momentáneamente, pues al día siguiente asumió José de la Riva Agüero y Sánchez Boquete como Primer Presidente de la República Peruana, elegido por el Congreso. Este nuevo gobierno fracasó en su intento de culminar la guerra de la independencia peruana mediante la denominada Segunda Campaña de Intermedios y hubo entonces un sentimiento generalizado para llamar a Bolívar y a su ejército libertador grancolombiano.

## Presidente del Perú (1823-1824)
En vísperas de la llegada de Bolívar al Perú, Torre Tagle volvió a ser llamado para encargarse del mando supremo de la República (17 de julio de 1823),  por órdenes expresas del general venezolano Antonio José de Sucre (lugarteniente del Libertador), quien le cedió el poder político que tenía hasta entonces en virtud de las facultades que el Congreso peruano le había conferido.
Torre Tagle asumió pues una vez más el poder de manera provisional; el 6 de agosto reinstaló el Congreso, que lo reconoció como Jefe Supremo, y finalmente, el 16 de agosto el mismo Congreso lo invistió como Presidente de la República en reemplazo del ya defenestrado Riva Agüero. Fue luego ratificado como Presidente Constitucional según los términos de la Constitución liberal que se acababa de promulgar (18 de noviembre de 1823). Se convirtió pues, formalmente, en el segundo Presidente del Perú. Como vicepresidente le acompañaba el noble limeño Diego de Aliaga.
Bolívar arribó al Perú el 1 de septiembre de 1823, para culminar la guerra contra los realistas concentrados todavía en el centro y sur peruanos. Reconoció el gobierno de Torre Tagle y del Congreso reunido en Lima, pero asumió en su persona la suprema autoridad militar y política en toda la República que el mismo Congreso le otorgó 10 de septiembre de 1823. Pero antes de emprender la lucha contra los realistas, abrió campaña contra Riva Agüero y sus partidarios, que se habían concentrado en Trujillo constituyendo un gobierno paralelo. Pero felizmente no se desató la guerra civil pues Riva Agüero y sus principales partidarios fueron apresados y deportados al extranjero. Bolívar regresó entonces a la región de Lima; en Pativilca estableció su cuartel general y desde allí esbozó los planes para lograr la independencia total de Perú.

### Negociaciones con los españoles
Con la intención de ganar tiempo, Bolívar ordenó a Torre Tagle entrar en negociaciones con los realistas para ver la posibilidad de pactar un armisticio. El Congreso aprobó la idea y fue nombrado negociador el ministro de Guerra Juan de Berindoaga, vizconde de San Donás. Debía negociar la paz sobre la base del reconocimiento de la independencia del Perú. Berindoaga llegó al campamento realista en Jauja (sierra central del Perú), donde se entrevistó con los generales Juan Loriga y Juan Antonio Monet, y con el brigadier Andrés García Camba; luego quiso ir a Huancayo a encontrarse con José de Canterac, pero este se negó a recibirlo. Berindoaga dio por terminada su misión, sin lograr su cometido, y volvió a Lima. Allí Tagle le confió secretamente (3 de febrero de 1824) que acababa de descubrir que Diego de Aliaga, su vicepresidente, había enviado por su cuenta a Ica a José Terón, un comerciante de aguardientes, portando una comunicación para los realistas informándoles que ambos –Aliaga y Tagle– estaban del lado de ellos. Se mencionaba también de un plan para establecer un gobierno compartido o Triunvirato que estaría integrado por Tagle, Aliaga y el virrey La Serna. En otras palabras, según la versión de Tagle, se había usado su nombre sin su consentimiento para involucrarlo en una traición a la causa patriota. Lo cierto es que, aún sabiendo tales maniobras, Tagle decidió ocultarlas, por lo que, aún pudiendo ser cierta su inocencia, se convirtió en cómplice. Sin embargo, es más posible que Tagle, hastiado como muchos otros patriotas peruanos de la arrogancia de Bolívar y las fuerzas grancolombianas (quienes actuaban como fuerzas de ocupación en suelo peruano y cometían saqueos y pillajes), entablase negociaciones secretas con los realistas para terminar la guerra sobre la base de que Bolívar saliera del Perú, tratativas éstas que no necesariamente tendrían que implicar el sometimiento al virrey La Serna ni la obediencia ciega al rey de España, sino un entendimiento que tendría como fin último el reconocimiento de la independencia del Perú. Todo indica que hasta ese momento, Tagle permanecía leal a la causa de la emancipación.

### Labor gubernamental
Durante este período de gobierno tomó, entre otras medidas, las siguientes:
- Reinstaló el Congreso que había sido disuelto por su antecesor José de la Riva Agüero y Sánchez Boquete (6 de agosto de 1823). A pesar de sus defectos, el Congreso surgía entonces como el único representante de la soberanía y la sola fuente de legitimidad. Formaban parte de él personalidades de la talla de José Faustino Sánchez Carrión, Toribio Rodríguez de Mendoza, Manuel Salazar y Baquíjano, José de La Mar, Hipólito Unanue, Justo Figuerola, entre otros. Su tarea inmediata fue la culminación de su labor constituyente, es decir, el texto de la que sería la primera carta política de la República peruana.
- Estuvo de acuerdo con que el Congreso concediera a Bolívar autoridad militar y política en todo el territorio de la República, con gran amplitud de poderes, bajo la denominación de Libertador. Debía ponerse de acuerdo con Bolívar en todos los casos que fuesen de su atribución natural y que no estuvieran en oposición con las facultades otorgadas al Libertador (10 de septiembre de 1823). Como irrisoria compensación a esta disminución de su poder, el Congreso otorgó a Tagle una medalla con el nombre de «Restaurador de la representación soberana».
- Promulgó la Constitución liberal de 1823 (12 de noviembre de 1823), la primera que tuvo el Perú. Estaba dividida en tres secciones consagradas a la nación peruana, el territorio, la religión y la ciudadanía; a la forma de gobierno y los poderes que lo integraban; y a los medios de conservar el gobierno. Hay que señalar que un día antes de esta promulgación, el mismo Congreso declaró que suspendía el cumplimiento de los artículos constitucionales incompatibles con las facultades dadas a Bolívar. De modo que, en la práctica, la Constitución de 1823 no estuvo ni un solo día en vigor durante el gobierno de Tagle. Solo tras la caída del régimen bolivariano en 1827 fue restituida, para durar efímeramentes, al ser reemplazada en 1828 por otra Constitución.

### Caída y muerte
El 5 de febrero de 1824 ocurrió una sublevación en los castillos del Real Felipe del Callao por parte de las tropas rioplatenses que guarnecían dicha plaza. Las tropas realistas provenientes de la sierra avanzaron hacia Lima para apoyar a los rebeldes. Ante el peligro, Bolívar ordenó evacuar la ciudad, y por decreto del 10 de febrero de 1824 el Congreso otorgó poderes dictatoriales al Libertador. De esa manera cesó oficialmente la presidencia de Torre Tagle, cuyo poder limitado había sido por lo demás solo nominal. Poco después los realistas ocupaban Lima y el Callao.
Bolívar creyó que detrás de la sublevación en la Fortaleza del Real Felipe del Callao y su entrega a los realistas habían estado comprometidos Tagle junto con Berindoaga, y ordenó que fueran capturados y sometidos a proceso. Torre Tagle permaneció oculto varios días en un monasterio de mercedarios en Lima, pues estaba seguro de que Bolívar lo fusilaría sin mayor trámite. Cuando el general realista Juan Antonio Monet ocupó Lima (29 de febrero de 1824), Tagle decidió entregarse a dicho jefe, declarando por escrito que:

Si las autoridades españolas, como espero, están dispuestas a reconocer la independencia del Perú, yo secundaré las ideas bajo esa base... Mas si esta propuesta no se adaptase a sus cálculos, mi posición exige que sea reputado en calidad de prisionero de guerra...
(3 de marzo de 1824).

Pero, para su sorpresa, no sólo no fue tratado como prisionero, sino que se le reconoció el grado que había tenido en el ejército realista, se le puso en su casa una guardia de honor y se le ofreció el mando civil de la ciudad. Torre Tagle tuvo la discreción de no aceptar este cargo. Pocos días después publicó un manifiesto donde narró, desde su punto de vista, lo ocurrido entre él y Bolívar, así como los últimos sucesos de su infortunada administración. Dio también a conocer su desilusión por la causa de la independencia, declarándose súbdito fiel del rey de España, un giro dramático de su parte, más aún habiendo trabajado tan intensamente por la causa emancipadora (6 de marzo de 1824).
Cuando los realistas se retiraron de Lima a primeros de diciembre, Torre Tagle se refugió en la Fortaleza del Real Felipe del Callao, último núcleo de la resistencia española en el Perú. Le acompañaban su esposa y sus hijos menores. Quiso que lo asilara el gobierno de Chile y para tal efecto escribió una carta al contralmirante Manuel Blanco Encalada para que lo acogiera en uno de los buques de la escuadra. Pero Blanco Encalada se limitó a remitir la carta a Bolívar. La fortaleza del Callao fue sitiada, y así, en medio de las condiciones más espantosas, Tagle falleció víctima del escorbuto (26 de septiembre de 1825). Su esposa y uno de sus hijos tuvieron el mismo trágico fin.
Fue enterrado junto a su esposa en el Cementerio Presbítero Matías Maestro hasta el 27 de diciembre de 2020 donde fue llevado a la cripta de la Catedral de Trujillo (Perú) con su esposa en el marco del Bicentenario de la Independencia de Trujillo. En su testamento legó sus bienes a sus tres hijos sobrevivientes.

## Familia

### Matrimonio y descendencia
En 1800, contrajo matrimonio, pese a la oposición familiar, con Juana Rosa García de la Plata y Orbaneja, hija del español Manuel García de la Plata y Miñandres, quien era oidor de la Real Audiencia de Lima.
Su esposa, con quien no tuvo hijos, falleció en 1811 y el marqués contrajo segundas nupcias, en 1819, con Mariana Echevarría de Santiago y Ulloa en la iglesia del Sagrario de la Catedral de Lima.
De su segundo matrimonio, Torre Tagle tuvo cuatro hijos: Ana Josefa Cipriana (n. 1820), Josefa Manuela Felipa (n. 1822), María Manuela de la Asunción (n. 1823) y José Manuel Apolinario (n. 1824). El único varón falleció en 1832 y una de las mujeres se convirtió en religiosa. La única que tuvo descendencia fue Josefa, quien heredó el título de su padre en 1864 y se casó primero con Manuel Ortiz de Zevallos y García y luego con José Moreyra y Abella-Fuertes.
Entre los descendientes destacados del IV marqués, a través de su hija Josefa, estuvieron Ricardo Ortiz de Zevallos y Tagle, VI marqués de Torre Tagle; Javier Ortiz de Zevallos Thorndike; Gonzalo Ortiz de Zevallos Roedel; Felipe Ortiz de Zevallos Madueño; Emilio Ortiz de Zevallos y Vidaurre; Claudia Ortiz de Zevallos Cano; y Carlos Ortiz de Zevallos y Paz-Soldán.

## Juicios
La historiografía bolivariana ha execrado la memoria del marqués de Torre Tagle, tachándolo de cobarde y traidor. Pero este juicio severo tiene el inevitable error humano de circunscribirse en la última actuación del personaje, sin mirar su trayectoria completa, así como no tener en cuenta el contexto de los hechos.
El escritor José de la Riva Agüero y Osma (bisnieto del prócer), dice que Tagle «por las extraordinarias y azarosísimas circunstancias en que se encontró es más para compadecido que para execrado». Cualesquiera que hayan sido los últimos desaciertos de Tagle, el Perú y la América en general le debe el servicio eminentísimo de haber sumado, en diciembre de 1820, la extensa intendencia de Trujillo (norte peruano) a la causa de la independencia, sin necesidad de sangrientas batallas. Un extenso y rico territorio que después se convertiría en la base de aprovisionamiento del ejército libertador de Bolívar, desde donde se inició la campaña de la sierra que culminaría en las victorias de Junín y Ayacucho.
En cuanto al vizconde de San Donás, Juan de Berindoaga, el escritor Riva Agüero sostiene sin rodeos que Bolívar lo fusiló «no por traición sino por negra venganza». El historiador Vargas Ugarte asevera por su parte que «Berindoaga había procedido siempre como buen ciudadano y la inculpación de traidor no tenía consistencia». En la persona del vizconde, Bolívar pretendía escarmentar a la aristocracia limeña, que le era adversa. La ejecución de Berindoaga, al igual que la entrega del prócer venezolano Francisco de Miranda a los españoles, se debe contar entre las páginas negras del Libertador.

## El Palacio de Torre Tagle
Se conserva en Lima la que fuera mansión de los marqueses de Torre Tagle, ubicada en el jirón Ucayali, cerca de la iglesia de San Pedro. Es uno de los monumentos arquitectónicos de Lima de la época colonial que más destaca por su belleza y proporciones. Desde los años 1920 es sede del Ministerio de Relaciones Exteriores del Perú y es conocido como el Palacio de Torre Tagle.
Fue edificada a principios del siglo XVIII por José Bernardo de Tagle y Bracho, a quien en 1730 el rey Felipe V de España concedió el título de primer marqués de Torre Tagle. Nacido en Santander, hizo una meritoria carrera militar que lo llevó a participar en muchas expediciones en el continente, siendo finalmente designado Pagador Perpetuo de la Real Armada en el Callao. Estaba casado con Juliana Sánchez y a su muerte le sucedieron en la propiedad de la histórica casa Tadeo de Tagle y Bracho, José Manuel de Tagle Isasaga y José Bernardo de Tagle y Portocarrero, presidente de la República y 4.º marqués de Torre Tagle, a quien heredó su hija Josefa de Tagle y Echevarría, que se casó con don Emilio Ortiz de Zevallos. Los hijos de este matrimonio heredaron la propiedad, que el Estado compró por escritura pública el 27 de junio de 1918 para local del ministerio de Relaciones Exteriores, pagando el precio de 320 mil soles. La casona presenta una fachada asimétrica con una portada labrada en piedra, en cuya parte superior destaca el escudo de la familia Torre Tagle, en el que reza la leyenda: «Tagle se llamó quien a la sierpe mató y con la infanta casó».